# Arp 252
Arp 252 ist ein interagierendes Galaxienpaar im Sternbild Wasserschlange. Sie ist schätzungsweise 430 Mio. Lichtjahre von der Milchstraße entfernt.
Halton Arp gliederte seinen Katalog ungewöhnlicher Galaxien nach rein morphologischen Kriterien in Gruppen. Diese Galaxie gehört zu der Klasse Galaxien mit Anzeichen für eine Aufspaltung.